# Parkia speciosa
Parkia speciosa Hassk. è una pianta della famiglia delle Fabaceae, diffusa nel sud-est asiatico.

## Descrizione
Può raggiungere anche i 25 metri d'altezza.
I contorti baccelli, lunghi anche 35–50 cm, penzolano dalle cime degli alberi. Al loro interno si trovano fino a 18 semi (petai in malese, peteh in indonesiano, nejire-fusaname in giapponese, sataw o sator in thailandese).

## Biologia
Si riproduce per impollinazione crociata ad opera di pipistrelli nettarivori della specie Eonycteris spelaea.

## Coltivazione
Coltivata raramente in macchie folte per permettere un più facile raccolto. Frutto molto popolare in Malaysia, Thailandia, Indonesia, Birmania e nord-est dell'India.

## Usi
I semi di Parkia sono un ingrediente molto apprezzato nella cucina del sud-est asiatico.
Si raccolgono a mano arrampicandosi sulle piante e vendono venduti a mazzi nei mercati locali. Il loro utilizzo è sia crudo, intinti nel sambal belacan, che tostati o stufati con il pesce.
Vengono mangiati crudi solo i semi più giovani e non ancora sviluppati, quando il baccello è piatto, verde pallido, quasi tralucente. Nel nord-est dell'India i semi vengono seccati e speziati, sino a diventare neri,  per un utilizzo futuro.

## Effetti sull'uomo
L'utilizzo di questo frutto ha sull'uomo un effetto sgradevole: produce un odore forte e pungente con la sudorazione o la minzione, simile all'aglio o agli asparagi.
Sembra inoltre che crudi siano molto efficaci sui diabetici riducendo il livello di glucosio nel sangue.